# 皆川圭一郎
皆川 圭一郎（みながわ けいいちろう、1952年〈昭和27年〉8月21日 - 2006年〈平成18年〉6月15日）は、日本の政治家。千葉県鎌ケ谷市長を務めた（5期）。

## 来歴
千葉県出身。鎌ケ谷市立鎌ケ谷小学校、千代田区立練成中学校、暁星高等学校を経て、1976年〈昭和51年〉、日本大学理工学部を卒業した。卒業後は家業の不動産業に従事し、鎌ケ谷青年会議所副理事長となった。1983年〈昭和58年〉、鎌ケ谷市長選挙に出馬予定だった父親（鎌ケ谷市議会議員）が自殺した。その身代わりとして市長選挙に出馬し、現職の飯田毅（初代市長）を破り初当選する。初当選時の年齢は30歳で、当時全国最年少の市町村長となった。市長を5期19年にわたり務めたが、2002年〈平成14年〉5月30日に、建設会社から裏金の一部を賄賂として受け取ったとして千葉地検特別刑事部に助役らとともに逮捕され、市長を辞職した（鎌ケ谷市汚職事件）。辞職後、有罪判決を受けて刑務所に服役する。しかし、持病の肺癌のため刑務所を一時出所して治療中の2006年〈平成18年〉6月15日に死去した。53歳没。